# Pieni-Salajärvi
Pieni-Salajärvi är en sjö i kommunen Savitaipale i landskapet Södra Karelen i Finland. Sjön ligger 108,5 meter över havet. Den är 20 meter djup. Arean är 64 hektar och strandlinjen är 5,3 kilometer lång. Sjön  ingår i Vuoksens huvudavrinningsområde.   Den ligger omkring 50 km väster om Villmanstrand och omkring 160 km nordöst om Helsingfors. 